# Baureihe 61
| DR-Baureihe 61                   | DR-Baureihe 61 | DR-Baureihe 61 |
| -------------------------------- | -------------- | -------------- |
|                                  |                |                |
| oznakowanie:                     | 61 001         | 61 002         |
| liczba:                          | 1              | 1              |
| producent:                       | Henschel       | Henschel       |
| rok produkcji:                   | 1935           | 1939           |
| wycofanie z eksploatacji:        | 1952           | 1961           |
| układ osi:                       | 2'C2' h2       | 2'C3' h3t      |
| Gattung:                         | St 37.18       | St 38.18       |
| Długość całkowita:               | 18 475 mm      | 18 825 mm      |
| szerokość toru:                  | 1435 mm        | 1435 mm        |
| Masa służbowa:                   | 129,1 t        | 146,2 t        |
| Masa napędowa:                   | 56,7 t         | 56,3 t         |
| Nacisk osi:                      | 19,0 t         | 18,8 t         |
| prędkość maksymalna:             | 175 km/h       | 175 km/h       |
| siła pociągowa:                  | 1066 kW        |                |
| Średnica kół napędnych:          | 2.300 mm       | 2.300 mm       |
| Średnica kół tocznych przednich: | 1.100 mm       | 1.100 mm       |
| Średnica kół tocznych tylnych:   | 1.100 mm       | 1.100 mm       |
| Średnica cylindra:               | 460 mm         | 390 mm         |
| Skok tłoka:                      | 750 mm         | 660 mm         |
| ciśnienie kotła:                 | 19,6 at        | 19,6 at        |
| Powierzchnia rusztu:             | 2,75 m²        | 2,79 m²        |
| Powierzchnia przegrzewacza       | 69,20 m²       | 73,40 m²       |
| Powierzchnia ogrzewalna kotła:   | 151,65 m²      | 149,82 m²      |
| pojemność wody:                  | 17,0 m³        | 21,0 m³        |
| pojemność węgla:                 | 5,0 t          | 6,0 t          |

Baureihe 61 – tendrzakowe parowozy pospieszne wyprodukowane w zakładach Henschel do prowadzenia pociągów ekspresowych kolei niemieckich. 

## Konstrukcja
Henschel-Wegmann-Zug miał konkurować ze spalinowymi zespołami trakcyjnymi, które pozwalały na zmianę kierunku jazdy na stacjach końcowych. Zamierzano zatem uniknąć czasochłonnego obracania parowozów z tendrem. Z tego wyciągnięto wnioski o skonstruowaniu tendrzaka zdolnego do osiągania maksymalnych prędkości w obydwu kierunkach.  
W celu osiągnięcia zamierzonych wyników parowóz był zaprojektowany podobnie jak wagony osobowe. Pojemność węgla i wody w parowozie wystarczała dla jednego przejazdu na planowanej trasie. 
Konstrukcja lokomotyw była dostosowana do możliwości zasad projektowych lokomotyw parowych Deutsche Reichsbahn, jednak z kilkoma różnicami. W szczególności w kotle zaprojektowano długie wąskie palenisko odmienne od stosowanych w kotłach Wagnera. Dopuszczalne ciśnienie kotła zaprojektowano na 20 atmosfer, podczas gdy znormalizowany kocioł został zaprojektowany do ciśnienia 16 atm (15,7 bar). Konstrukcja kotła okazała się znacznie bardziej trwała niż typowego kotła o zdolności parowania 57 kg/m/h, średnia szybkość odparowania parowozu wynosiła około 74 kg wody na godzinę i na metr kwadratowy powierzchni grzewczej. Szczytowa moc parowozu wynosiła 100 kg/m²h bez uszkodzenia kotła. 
Obie lokomotywy parowe posiadały otuliny aerodynamiczne. Zbiorniki wodne wykonano jako skośne w celu poprawienia widoczności maszynisty parowozu. Podwozie parowozu zostało zakryte metalowymi płytami. W celu umożliwienia poprawy widoczności podczas jazdy w tyłem, regulatory, nastawnica oraz hamulce umieszczono w każdym kierunku odpowiednio po prawej stronie. Właśnie z tego powodu rozmieszczenie drzwi i okien było zamienione.
W przeciwieństwie do pierwszej lokomotywy drugi parowóz miał równomierny rozwój momentu rozruchowego silników parowych w trzycylindrowym układzie napędowym. Lokomotywa również posiadała większe zbiorniki na wodę i węgiel przy zamontowaniu trzyosiowego tylnego wózka do zachowania planowanego maksymalnego nacisku na oś. Ze wzmocnionymi silnika parowymi punktualność pociągu została poprawiona co było niezadowalające z pierwszy parowozem. Zewnętrznie drugi parowóz różnił się zamontowaniem wiatrownic przy kominie.  

## Eksploatacja
Średnica kół napędowych lokomotywy parowej pozwalała na prowadzenie pociągu ekspresowego z prędkością 175 km/h.
Pierwsza lokomotywa podczas jazd testowych osiągnęła maksymalną prędkość 185 kilometrów na godzinę. Lokomotywy parowe prowadziły planowe pociągi ekspresowe pomiędzy Berlinem oraz Dreznem. 176-kilometrowy szlak kolejowy pociągi pokonywały w zaledwie 102 minuty, obecnie czas przejazdu na linii kolejowej nie został pobity, pomimo szybkich lokomotyw elektrycznych. Czas postoju pociągu ekspresowego w Dreźnie był krótki, lokomotywa parowa była nawadniana oraz podłączana do drugiego końca pociągu.
W przypadku awarii lokomotywy lub wagonów pociąg ekspresowy prowadziły lokomotywy Baureihe 01 lub Baureihe 03. Parowozy osiągały jedynie prędkość 130 kilometrów na godzinę, dlatego nie osiągały maksymalnej prędkości parowozów.
Wkrótce po rozpoczęciu produkcji pierwszego lokomotywy parowej, zaplanowano zbudowanie drugiej lokomotywy parowej na początku 1939 roku. 
W maju przeprowadzono pierwsze jazdy testowe lokomotywy oraz 12 czerwca 1939 przeniesiono parowóz do lokomotywowni Berlin-Grunewald. Prawdopodobnie lokomotywa parowa została wprowadzona do eksploatacji na przełomie 1939/40 roku więc oczywiście nie była używana z powodu wybuchu wojny i użycia Henschel-Wegmann-Zug dla potrzeb Wehrmachtu ale nie w pociągach rozkładowych.  
Po zmianie ruchu pociągów w chwili wybuchu wojny w 1939 r., parowóz był wykorzystywania do ogrzewania parowozowni Berlin-Grunewald. W grudniu 1940 roku parowóz stacjonował w parowozowni Dresden-Altstadt oraz ponownie prowadził pociągi ekspresowe. W listopadzie 1942 roku  otrzymał pociąg osobowy oraz układ cięgłowo-zderzny. Zakłady naprawcze taboru kolejowego w Brunszwiku były odpowiedzialne za lokomotywy od 1943 roku do końca wojny. W okresie od lipca 1945 roku do marca 1946 lokomotywy pokonały około 40 000 kilometrów w prowadzeniu pociągów pasażerskich. 

## Po 1945 roku
Pierwsza lokomotywa po wojnie znajdowała w strefie brytyjskiej i została przypisana do lokomotywowni Hanower, jednak była rzadko używana. W 1947 roku została przeprowadzona naprawa główna, i od 23 października 1948 r. parowóz stacjonował w lokomotywowni Bebra, gdzie był w regularnej eksploatacji do maja 1949 roku. Lokomotywa parowa ponownie od listopada 1950 roku pokonywała 3000-10000 kilometrów miesięcznie. 2 listopada 1951 roku parowóz doznał poważnego uszkodzenia w wypadku kolejowym w Münster, dlatego został wycofany z eksploatacji 14 listopada 1952 r. W 1957 roku lokomotywa parowa została zezłomowana.
Druga lokomotywa pozostała w Dreźnie i była eksploatowana w ruchu pasażerskim. Utrzymanie jedynego parowozu jednak było problematyczne. Lokomotywa została zezłomowana, jednak podwozie parowozu zostało zamontowane w parowozie pospiesznym Baureihe 18 201 zbudowanym przez zakłady naprawcze taboru kolejowego w Meiningen.